# Matthew Shepard
Matthew Wayne Shepard (Casper, Wyoming, 1 de diciembre de 1976 - Fort Collins, Colorado, 12 de octubre de 1998) fue un estudiante estadounidense de la Universidad de Wyoming que fue torturado y asesinado cerca de Laramie, Wyoming. Fue atacado en la noche del 6-7 de octubre de 1998, y falleció en el Hospital Poudre Valley en Fort Collins, Colorado, el 12 de octubre, como resultado de severas lesiones craneales.
Durante el juicio oral, testigos aseguraron que Shepard había sido atacado por ser gay. El asesinato del estudiante impactó a nivel nacional e internacional sobre los temas concernientes a delitos de odio y su respectiva legislación en niveles estatales y federales.
Russell Arthur Henderson, el primer coautor del crimen, se declaró culpable por haber cometido asesinato y secuestro, lo que le permitió evitar la pena de muerte. Por su parte, el otro coautor del crimen, Aaron James McKinney, también fue encontrado culpable por los mismos cargos. Henderson actualmente cumple su pena de dos cadenas perpetuas consecutivas; la misma pena se aplica a McKinney, pero sin posibilidad de obtener libertad condicional.

## Primeros años y educación
Matthew Shepard nació en Casper, Wyoming, como el hijo mayor de sus padres Dennis y Judy Shepard. Se educó en escuelas públicas en el Distrito de Natrona, entre ellas Crest Hill Elementary School y Dean Morgan Junior High School. Recibió educación secundaria en Natrona County High School, antes de transferirse a The American School In Switzerland (TASIS). Una vez graduado, en 1995, asistió a Catawba College y Casper College antes de mudarse a Denver. Shepard luego comenzó su primer año de la carrera de ciencias políticas en la Universidad de Wyoming.
Era descrito por sus padres como "un joven optimista y abierto [que] tenía un don especial para relacionarse con casi todos. Era el tipo de persona que era muy fácil de alcanzar y siempre buscaba nuevos desafíos. Matthew poseía una gran pasión por la equidad y siempre defendió la tolerancia para con las diferencias de las personas".
En febrero de 1996, durante un viaje de estudio a Marruecos mientras aún estaba en la secundaria, fue golpeado y violado, lo que derivó en aislamiento y picos de depresión y ataques de pánico, según relató su madre. Uno de los amigos de Shepard temía que su depresión pudiera hacerlo comenzar a consumir drogas mientras estuviera en la universidad. Además, días antes de su asesinato, le confesó a un amigo, Tim O'Connor, que era seropositivo.

## Asesinato
Pasada la medianoche del 7 de octubre de 1998, Shepard conoció a McKinney y Henderson (ambos de 21 años de edad) en un bar. Según la querella criminal, McKinney y Henderson entonces "engañaron a Shepard para que se fuera con ellos en su vehículo a un área remota" y "en camino a dicho lugar, Shepard fue golpeado en la cabeza con una pistola". Al llegar, Shepard fue atado a una cerca y McKinney continuó golpeando a su víctima. Los agresores se llevaron la cartera y los zapatos de Shepard y lo abandonaron ahí.
Esa misma madrugada, los agresores entraron en otro conflicto físico con unos adolescentes en Laramie del cual McKinney sufrió una lesión menor de cabeza. Cuando la policía respondió al altercado, McKinney y Henderson huyeron, dejando la camioneta ahí, donde la policía encontró tarjetas de crédito de Shepard y la pistola ensangrentada. Hasta este momento, Shepard todavía no había sido encontrado en el lugar de la agresión.
Aún atado a la cerca, Shepard fue descubierto 18 horas después de su ataque, a las 6 p. m., por Aaron Kreifels, quien paseaba en bicicleta y pensó originalmente que se trataba de un espantapájaros, antes de dar aviso a la policía. Cuando fue descubierto, Shepard seguía vivo pero había entrado en coma. Teniendo en cuenta la evidencia encontrada en la camioneta, la policía detiene y entrevista a McKinney y Henderson por intento de asesinato (Shepard aún no había muerto) y a sus respectivas novias como encubridoras. Todos negaron haber participado en el ataque y las novias proveyeron una coartada falsa.
Shepard había sufrido una fractura en el hueso occipital, que se extendía hasta el frente de su oreja derecha. También tenía daños en el tronco encefálico, lo que afectaba la habilidad de su cuerpo para regular su ritmo cardíaco, temperatura corporal y otros signos vitales. Asimismo, había sufrido alrededor de una docena de pequeñas laceraciones en su cabeza, rostro y cuello. Sus heridas fueron consideradas muy serias para que los doctores pudieran operarlo, y Shepard nunca recobró la consciencia. Fue asistido artificialmente por máquinas e internado en terapia intensiva, y durante esos días los habitantes de Laramie colocaron velas en señal de apoyo.
Su muerte fue declarada a las 12:53 a. m. del 12 de octubre de 1998, en el Poudre Valley Hospital de Fort Collins.

## Juicio
Durante el juicio oral, los defendidos utilizaron varias excusas para defender su manera de actuar. Primero intentaron alegar defensa de pánico gay, esgrimiendo que habían entrado en un estado de enajenación temporal ya que Shepard habría intentado insinuársele a los acusados. En otra instancia, alegaron que sólo habían tenido la intención de robar y que nunca se habían propuesto asesinarlo.
El fiscal en la causa acusó a McKinney y Henderson de fingir ser homosexuales para obtener la confianza de Shepard y luego robarlo. Durante el juicio, Chastity Pasley y Kristen Price (las novias de los acusados cuando ocurrió el hecho de la causa) testificaron que Henderson y McKinney habían premeditado el robo. Entonces, McKinney y Henderson eligieron a Shepard como su víctima. Luego de fingir trabar amistad con Shepard, lo llevaron a una remota área en Laramie, donde lo robaron, torturaron y ataron a una cerca con una soga que se encontraba en el vehículo de McKinney, mientras que Shepard rogaba por su vida. Las informaciones de los medios de comunicación a veces mostraban fotografías de los golpes con la pistola y de su cráneo lacerado. Se reportó que Shepard fue golpeado tan brutalmente que todo su rostro estaba cubierto en sangre, excepto pequeños trazos que habían sido lavados parcialmente por sus lágrimas. Ambas novias también testificaron que ninguno de los imputados estaba bajo los efectos de alguna droga cuando cometieron el asesinato.
Henderson se declaró culpable el 5 de abril de 1999, y acordó testificar contra McKinney y así evitar la pena de muerte; recibió como condena dos prisiones perpetuas. El jurado en el caso de McKinney lo encontró culpable por homicidio. Cuando comenzaron a deliberar si aplicar la pena capital, los padres de Shepard negociaron un acuerdo y McKinney recibió dos prisiones perpetuas sin posibilidad de acceder a libertad condicional.
Henderson y McKinney fueron encarcelados en la Penitenciaría del Estado de Wyoming en Rawlins, pero luego fueron trasladados a otras prisiones.

## Reacción pública y secuelas

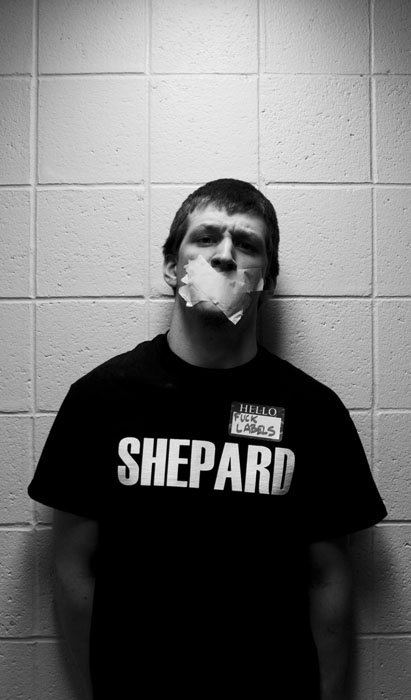
Un participante del Día de Silencio utilizando una camiseta en conmemoración a Matthew Shepard. El Día de Silencio es un evento anual durante el cual los participantes guardan silencio durante un día entero como señal de protesta.

La Iglesia Bautista de Westboro de Topeka, Kansas, dirigida por Fred Phelps y de alto carácter homofóbico, organizó una manifestación durante el funeral de Shepard así como durante el juicio de sus asesinos, utilizando pancartas con frases como "Matt Shepard se pudre en el infierno", "El sida mata a los putos" y "Dios odia a los maricas". Phelps no logró conseguir permiso para erigir un monumento de «mármol o granito de 5 o 6 pies (1,8 m) de altura con una placa de bronce con la imagen de Shepard y las palabras: "MATTHEW SHEPARD, ingresó al infierno el 12 de octubre de 1998, desafiando la advertencia de Dios: 'No te acostarás con varón como los que se acuestan con mujer; es una abominación' Levítico 18:22."».
Como contraparte, durante el juicio a Henderson, Romaine Patterson, una amiga de Shepard, organizó un grupo que se reunió en un círculo alrededor del grupo de Phelps utilizando vestimentas blancas y alas gigantes (como aquellas de los ángeles) y detuvieron a los manifestantes. La policía tuvo que crear una barrera humana entre ambos grupos de manifestantes. Mientras que la organización no poseía un nombre en la manifestación inicial, se ha hecho llamar por varios títulos, entre ellos "Ángeles de la Paz" y "Acción Angelical". La cerca en la cual Shepard fue atado y dejado morir se convirtió en un santuario improvisado para los visitantes, que dejaron notas, flores y otros recuerdos. La cerca fue posteriormente retirada por el dueño del lugar.
Varios músicos han escrito y grabado canciones sobre el asesinato. Matt Heafy, cantante y guitarra rítmica de la banda de heavy metal Trivium, escribió la canción And Sadness Will Sear del disco The Crusade, refiriéndose a la víctima como "the shepard", del inglés "el pastor". Tres películas narrativas y un documental fueron basados en la historia de Shepard: The Laramie Project, The Matthew Shepard Story, Anatomy of a Hate Crime y Laramie Inside Out. The Laramie Project también fue representada como una obra teatral. La obra incluye relatos de entrevistas con habitantes del pueblo de Laramie desde pocos meses antes de ocurrido el suceso y también declaraciones hechas años después del asesinato, y tiene como objetivo mostrar cómo reaccionó el pueblo ante el crimen.
Shepard se ha convertido en un icono para la comunidad de Gays, Lesbianas, Bisexuales y Transexuales (LGBT) de Estados Unidos.

## Legislación sobre delitos de odio
Henderson y McKinney no fueron imputados por un delito de odio, ya que ningún estatuto criminal de Wyoming estipulaba tal ofensa. La naturaleza del asesinato de Matthew Shepard derivó en peticiones para que se aprobara legislación que tratara los delitos de odio, principalmente por aquellos que opinaban que el homicidio había sido causa de la orientación sexual del estudiante. Según la actual ley federal estadounidense, y la ley estatal de Wyoming, los crímenes cometidos en razón de la orientación sexual no son considerados delitos de odio.
En la sesión de la Legislatura de Wyoming, fue introducido un proyecto de ley que definiría ciertos ataques motivados por la identidad de la víctima como delitos de odio, pero falló luego de que la Cámara de Representantes de Wyoming votara y alcanzara un empate por 30-30.
En el nivel federal, el entonces presidente Bill Clinton renovó sus intentos de extender la ley federal sobre delitos de odio para incluir individuos gay y lesbianas, mujeres y personas con discapacidades. Estos esfuerzos fueron rechazados por la Cámara de Representantes de los Estados Unidos en 1999. En el año 2000, ambas cámaras del Congreso aprobaron la legislación, pero fue quitada en comité de conferencia.
El 20 de marzo de 2007, la Ley Matthew Shepard (H.R. 1592 Archivado el 30 de enero de 2015 en Wayback Machine.) fue introducida como legislación bipartidista federal en el Congreso, propuesta por el demócrata John Conyers y co-propuesta por 171 legisladores. Los padres de Matthew, Judy y Dennis, estuvieron presentes en la ceremonia. El proyecto fue aprobado en la Cámara de Representantes el 3 de mayo de 2007. Una legislación similar fue aprobada por el Senado el 27 de septiembre de 2007 (S. 1105 Archivado el 18 de diciembre de 2012 en Wayback Machine.), pero el entonces presidente George W. Bush anunció que vetaría la propuesta si es que llegaba a sus manos. Finalmente, la enmienda fue abandonada debido a oposición por parte de la oposición demócrata antiguerra, grupos conservadores y Bush.
El 10 de diciembre de 2007, el Congreso agregó delitos de odio a un proyecto de Autorización del Departamento de Defensa, pero no logró ser aprobado. Nancy Pelosi, la Presidente de la Cámara de Representantes, afirmó que estaba "comprometida a que la Ley Matthew Shepard pasara". Pelosi planeaba que la ley fuera aprobada en 2008, aunque no lo logró. Luego de que fuera elegido como 44.º presidente de los Estados Unidos, Barack Obama se comprometió a que la ley fuera aprobada por el Congreso.
La Cámara de Representantes debatió la expansión de la legislación sobre delitos de odio el 29 de abril de 2009. Durante el debate, la Congresista Virginia Foxx de Carolina del Norte enunció que calificar al asesinato de Matthew Shepard como un "delito de odio" no era sino un "bulo". La madre de Shepard estaba presente y presenciando las sesiones cuando la congresista hizo estas declaraciones. Foxx luego afirmó que su comentario había sido "una mala elección de palabras". La Cámara aprobó la ley, designada como H.R. 1913 Archivado el 5 de julio de 2016 en Wayback Machine., tras un voto de 249 a 175. El proyecto fue introducido en el Senado el 28 de abril por Ted Kennedy, Patrick Leahy y una coalición bipartidista; en junio de 2009, contaba con al menos 43 co-proponentes y sería votada. La ley Matthew Shepard fue adoptada como una enmienda de S.1390 tras un voto de 63-28 el 15 de julio de 2009. El 22 de octubre de 2009, la ley fue aprobada por el Senado por un voto de 68-29. El Presidente Obama firmó la medida y entró en vigor el 28 de octubre de 2009.

## Respuesta de la Iglesia Episcopal
Matthew era episcopaliano devoto y monaguillo en la iglesia a la que asistía. Es por esto que su padre intentó durante años que sus restos descansaran en una iglesia.
El 26 de octubre de 2018, poco más de 20 años después de su muerte, las cenizas de Shepard fueron enterradas en la cripta de la Catedral Nacional de Washington. La ceremonia fue presidida por el primer obispo episcopal abiertamente gay, Gene Robinson, y la obispo de Washington, la reverendo Marianne Edgar Budde. El suyo fue el primer entierro de una figura nacional en la catedral desde el de Helen Keller, ocurrido cincuenta años antes.
El 1 de diciembre de 2022, la Catedral Nacional de Washington realizó una misa en su memoria y reveló un icono donde se lo ve representado como un santo.

## Informe20/20de ABC
A fines de 2004, la American Broadcasting Company (ABC) develó una investigación sobre el asesinato en su programa televisivo 20/20. A pesar de que la conductora, Elizabeth Vargas, solo se entrevistó personalmente con personas involucradas en la causa, el reportaje fue titulado como "Nuevos detalles emergen en la causa del asesinato de Matthew Shepard". Como principal punto de la investigación, se afirmó que existía la posibilidad que el asesinato podría haber sido resultado de un abuso de drogas y no por la orientación sexual de Shepard. McKinney, Henderson y Kristen Price (la novia de McKinney) alegaron que el ataque fue resultado de la utilización de drogas, y solo había sido intencionado como un robo. Price, en su entrevista con Vargas, declaró: "No creo que haya sido un delito de odio en lo absoluto. Nunca lo pensé así". Esta declaración contradecía su primer testimonio en una entrevista con 20/20, en 1998, cuando había afirmado (sobre el ataque de McKinney y Henderson): "Sólo querían golpearlo para darle una lección, para que no se acercara a personas heterosexuales, y que no fuera agresivo al respecto". En el reportaje, Price y Tom O'Connor, un amigo de McKinney, enunciaron que creían incluso que McKinney era bisexual. O'Connor afirmó que había sostenido relaciones sexuales con McKinney en un pasado. Sin embargo, cuando Vargas inquirió a McKinney si alguna vez había tenido una experiencia sexual con otro hombre, McKinney negó haberlo hecho.
El reportaje de 20/20 también incluía una declaración de O'Connor en la cual afirmaba que Shepard le había dicho que era VIH positivo.
También fue entrevistado el entonces ya retirado Jefe de Policía de Laramie, el Comandante Dave O'Malley, quien remarcó que el alegado abuso de drogas no descalificaba el sentimiento anti-gay. En oportunidad de su entrevista, dijo: "Mis sentimientos son que el contacto inicial fue motivado por la necesidad de obtener dinero a través del robo. Lo que obtuvieron a cambio fue $20 y un par de zapatos –luego algo cambió y cambió profundamente–. Pero nunca sabremos la razón de la muerte de Matt y no confío en lo que [McKinney y Henderson] dijeron".

## Otros medios
- The Matthew Shepard Story